# トルクメニスタン産業・企業家党
トルクメニスタン産業・企業家党 (トルクメニスタンさんぎょう・きぎょうかとう、英語: Party of Industrialists and Entrepreneurs of Turkmenistan、トルクメン語: Türkmenistanyň Senagatçylar we Telekeçiler partiýasy)はトルクメニスタンの政党。2012年8月に結成された。2013年6月10日に創設者のオヴェズマメッド・マメドフ（英語: Ovezmammed Mammedov）がトルクメニスタン議会で5席の空席が発生した事による補欠選挙で当選した。
2017年12月、第二回党会議においてSaparmyrat Ovganovが新たな党首として指名された。